# Adiutricem
Adiutricem (auch Adiutrix populi) ist eine Enzyklika von Papst Leo XIII., sie datiert vom 5. September 1895 und ist in die Reihe der Rosenkranzenzykliken einzuordnen. In dieser Enzyklika stellt er die Verbindung zwischen der Gottesmutter Maria, der Mission und dem Rosenkranz dar.

## Maria und Mission
Der Papst beschreibt, in dieser Enzyklika, die Verbindung zwischen Maria und dem Apostolat sehr eng, wenn er von Maria sagt, dass sie den Aposteln „freigebig den Schatz jener göttlichen Worte spendete, die sie in ihrem Herzen bewahrte“. Dieses würde also bedeuten, stellt er fest,  dass sie in Christus den Schatz des Wortes Gottes aufbewahrt und aus seiner Fülle an alle ausgeteilt habe. Mit dem Gedanken von Mission und Apostolat wäre aber schon in der Vergangenheit die marianische Ausrichtung innerlich verbunden gewesen. In den Missionsenzykliken ist die für die Kirche wesentliche apostolische Tätigkeit mit Maria in Verbindung gebracht worden. Diese Verbindung würde durch die Verleihung gewisser Titel und Merkmale an Maria, die sie z. B. als Mitwirkerin im Heilsplan Gottes bezeichnen, zum Ausdruck gebracht.

## Rosenkranzgebet als Glaube und Schutz
So ist uns also Maria von Gott als die machtvolle Schutzherrin (Anm. „Adiutrix“ = Helferin und Förderin) der Einigkeit unter den Christen gegeben. Und wenn auch diese, ihre Schutzherrschaft, nicht auf ein einziges Gebet hin uns geschenkt würde, so geschieht dies nach seiner  Meinung doch am besten und wirksamsten durch das Rosenkranzgebet. Unter den Segnungen des Rosenkranzgebetes stehe sicherlich jene nicht an letzter Stelle, so dass es den Christen Stärkung im Glauben und Schutz vor den Gefahren, der Unwissenheit und des Irrtums biete und zwar auf eine leichte und mühelose Weise. Schließlich solle mit dem Gebet des Rosenkranzes die Vergrößerung des „Königreichs Christus“ erweitert und gefestigt werden.
Im kommenden Oktober, schlägt der Papst vor, würde angeraten das Gebet des Rosenkranz zu intensivieren. Damit würde die Verbundenheit zur „Jungfräulichen Mutter Gottes“ bekundet und die Beharrlichkeit des Gebetes sei hilfreich in der Aufgabenerfüllung den Glauben zu verbreiten.

## Schutz des katholischen Glaubens
Die gläubigen Menschen müssten unablässig dafür Sorge tragen, dass der Glaube in der Mitte der Menschen beheimatet bleibe und zu einer Einheit führen möge. In den Zeiten, in denen zum Kummer der Kirche, der Glaube nachlässt und die Gläubigen in eine Gleichgültigkeit zur Religion verfallen, sei es von größter Bedeutung den Glauben zu verteidigen. Als ein Beispiel dieser Glaubenstreue nennt er den Heiligen Dominikus.

## Mutter der Nation und Hüterin der Einheit
Der Papst bittet um die Hilfe und das Vertrauen der Gottesmutter, sie solle den Fortschritt und die Triumphe des Glaubens bewahren und sichern. Es sei ihr einziger Sohn gewesen, der ihr diese Aufgabe übertragen habe und welche sie, wie die „Mutter einer Nation“ (Anm. Populi = Nation), dazu befähige. Sie würde als Mutter und Helferin der Nationen dazu beitragen die Einheit zu erhalten und eine Nation von Brüdern bilden, welche den Gehorsam zu den Priestern Christus und dem römischen Papst ausüben werden. Die Einheit im Glauben, im Osten wie im Westen, sei anzustreben, um eine gute Nachricht in die Welt zu senden und deshalb sei die Verehrung der Gottesmutter in den Kirchen des Ostens, hier besonders die Verbreitung von Marienikonen,  mit einer bemerkenswerten Freude zu betrachten.